# Ira Katznelson
Ira I. Katznelson (né le 3 juillet 1944) est un politologue et historien américain, connu pour ses recherches sur l'État libéral, les inégalités, les connaissances sociales et les institutions, principalement axées sur les États-Unis. Son travail est caractérisé comme une « interrogation du libéralisme politique aux États-Unis et en Europe – demandant une définition de ses nombreuses formes, leurs origines, leurs forces et leurs faiblesses, et quels types il peut y avoir »

## Jeunesse et éducation
Les parents de Katznelson émigrent de Biélorussie et de Pologne aux États-Unis après la Première Guerre mondiale. Ils vivent à New York, où Katznelson fréquente l'école de la Yechiva de Flatbush, Brooklyn. Katznelson obtient un baccalauréat ès arts de l'Université Columbia en 1966 et termine son doctorat en histoire à l'Université de Cambridge en 1969. Il est influencé par Richard Hofstadter, Ralf Dahrendorf, Robert Dahl et Daniel Bell.

## Carrière
Katznelson enseigne à Columbia de 1969 à 1974, à l'Université de Chicago de 1974 à 1983 et à la New School for Social Research de 1983 à 1994. Il est directeur du département de sciences politiques à l'Université de Chicago de 1979 à 1982 et doyen de la New School de 1983 à 1989, où il enseigne les sciences politiques et l'histoire jusqu'en 1994.
En 1994, Katznelson retourne à Columbia, où il est professeur Ruggles de sciences politiques et d'Histoire. En 2012, il est nommé président du Conseil de recherches en sciences sociales. En 2019, Katznelson est nommé doyen par intérim à Columbia. À ce poste, il représente la direction dans des négociations difficiles avec le syndicat des étudiants diplômés, une position qu'il qualifie de « douloureuse » compte tenu de ses « liens de longue date avec le mouvement syndical »,. Il quitte ses fonctions le 1er juillet 2021, remplacé par Mary Cunningham Boyce comme prévôt.
Katznelson contribue au lancement de la revue Politics & Society avec Gerald Dorfman et d'autres. Il est rédacteur en chef dès le premier numéro, paru en 1970. Il est ensuite remplacé par Margaret Levi,. Katznelson est président de l'American Political Science Association (APSA) en 2005 et 2006. Il a auparavant été président de la section politique et histoire de l'APSA en 1992 et 1993, et président de la Social Science History Association en 1997 et 1998. Il est également boursier Guggenheim et élu membre de l'Académie américaine des arts et des sciences en 2000 et de la Société américaine de philosophie en 2004. Katznelson reçoit des doctorats honorifiques de la New School en 1994, du Queens College en 2016 et de l'Université de Cambridge en 2018.

## Contributions scientifiques
Katznelson a écrit ou co-écrit dix livres, en a co-édité plusieurs autres et publié plus de soixante articles de revues. Il se demande « quand et pourquoi les démocraties libérales deviennent normativement attrayantes (moins fermées et plus tolérantes) et plus efficaces (moins vulnérables et plus sûres). ». Il s'intéresse particulièrement aux connexions et aux transitions entre les traditions politiques du libéralisme et du républicanisme aux États-Unis. Son travail va au-delà de l'étude de la politique américaine pour inclure les Relations internationales, la théorie politique, la politique comparée et l'histoire comparée.
Son livre Liberalism's Crooked Circle: Letters to Adam Michnik (1996) remporte le prix Michael Harrington de l'American Political Science Association (APSA). Desolation and Enlightenment (2003) remporte le prix David et Elaine Spitz de la Conférence de la pensée politique, décerné au meilleur livre de théorie libérale ou démocratique, et le prix David Easton de la section Fondements de la pensée politique de l'APSA. En mars 2014, Katznelson reçoit le prix Bancroft pour son livre Fear Itself : The New Deal and the Origins of Our Time.